# Goeldia obscura
Goeldia obscura är en spindelart som först beskrevs av Eugen von Keyserling 1878.  Goeldia obscura ingår i släktet Goeldia och familjen stenspindlar. Inga underarter finns listade i Catalogue of Life.